# غوره

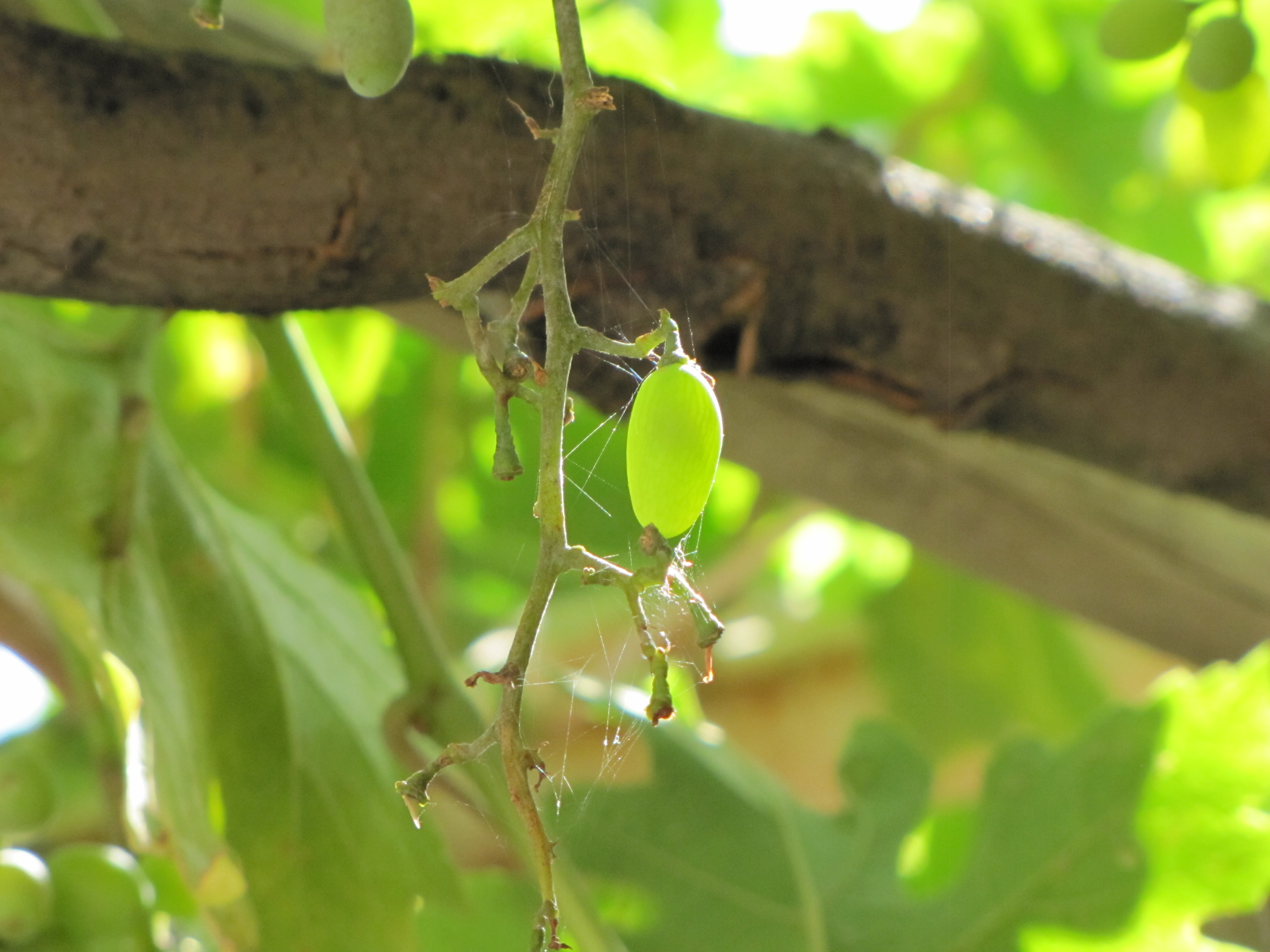
غوره

غوره میوه نارس انگور است که دارای طعم ترشی می‌باشد. غوره دارای اسیدهای آلی مانند اسید مالیک، اسید فرمیک، اسید سوکسینیک، اسید اگزالیک، اسید گلوکولیک و قند می‌باشد و به دلیل داشتن اسید، ترش مزه‌است. غوره و آبغوره در آشپزی ایرانی کاربرد فراوان دارد و از سوغاتی‌های شهرهای مختلف ایران است.
آبغوره (به انگلیسی: Verjuice) یا آب‌غوره عصارهٔ آن است که هم به شکل خانگی و هم صنعتی تولید می‌شود و برای طعم دادن و ترش کردن غذا به کار می‌رود.